# El precio de un hombre
El precio de un hombre (Brasil: Bounty Killer — O Pistoleiro Mercenário ) é um filme hispânico/italiano, de 1966, do gênero faroeste,  dirigido por Eugenio Martin, roteirizado pelo diretor, Marvin H. Albert, José Gutiérrez Maesso e James Donald Prindle, música de Stelvio Cipriani.

## Sinopse
Caçador de recompensas, persegue fora da lei, que é protegido por familiares, que não percebem qual dos dois homens é o mais perigoso.

## Elenco
- Richard Wyler ....... Luke Chilson
- Tomas Milian ....... José Gómez
- Mario Brega
- Halina Zalewska ....... Eden (como Ilya Karin)
- Hugo Blanco
- Luis Barboo
- Manuel Zarzo
- Frank Braña